# Mercedes-Benz W114/W115
W114 si W115 este denumirea seriei de automobile Daimler Benz căreia astăzi i se spune „Bot de cal” (în germană /8 (strich-acht). Denumirea /8 provine de la anul apariției: 1968 si a fost utilizata intern de către inginerii Mercedes pentru a deosebi modelele w114/W115 de predecesorul W 110 care se mai fabrica încă in paralel. Modelele W14-W115 au fost construite pana in 1976 si înlocuite de modelul 123 (popular „Cobra”). Momentan /8 este un oldtimer foarte îndrăgit.
Stilul caroseriei atemporal, cu liniile sale curate si fără accesorii moderne , provine asemeni modelelor superioare, clasa S, W108, W109 din penița designerului Paul Bracq.
Seria W115 include modele cu 4 sau 5 cilindri. Modelele cu 6 cilindri, printre ele si Coupe-ul, se numesc W114. Aceasta clasificare rezulta din faptul ca W114 si w115 ar fi trebuit sa aibă partea frontala diferita, la fel ca in seriile anterioare W110, respectiv W111, W112, "coada de rândunica".
Diferențele in structura caroseriei w114 si W115 apar abia in 1972, la apariția modelelor in 6 cilindri, 280 si 280E. La aceste modele, lipsesc din cauza spațiului, barele de sprijin din compartimentul motor. Pentru stabilizare s-a folosit o tabla mai groasa in partea frontala a caroseriei. Modelele 280 si 280E, au in plus , suporți si găuri in partea spate a caroseriei, pentru prinderea barii protectoare posterioare alungite. In rest caroseriile modelelor W114 si W115 sunt identice.
/8- a atins cu puțin sub 2 milioane de exemplare, aproximativ același număr de mașini produse de Mercedes după război (1945-1968).
Este renumit pentru fiabilitatea sa ridicata, ceea ce face ca si astăzi sa participe la trafic in număr mai mare decât modelele mai noi, ai altor producători.
Exemplarul care deține recordul, confirmat de Mercedes-Benz, un 240D, care intre 1976 - 2004 a parcurs 4,6 mil km, cu 2 motoare, se afla astăzi in muzeul companiei din Stuttgart.

## TEHNICA
Motoarele au fost evoluate din baza modelelor anterioare, dar tipul W114, 115 a fost un proiect complet nou. Printre invențiile tehnice s-au remarcat noua axa de spate , diagonal pendulara, care a înlocuit fosta axa, si axa de fața cu brațe inferioare si superioare fără întreținere. Au existat multe inovații, pe care le găsim si astăzi la modelele mai noi, cum ar fi de exemplul design-ul tipic al consolei centrale. 
Noua suspensie de spate a dat mașinii o stabilitate pe strada , care ne convinge si astăzi. Aceiași axa de spate a fost folosita si la modelele ulterioare W116, R107, W123 si W126. Mașina a fost conceputa cu cele mai noi elemente de siguranța. Toate modelele aveau in serie 4 discuri de frâna. Pentru prima data a fost înlocuit sistemul de acționare a frânei de staționare, cu un sistem acționat cu piciorul, împrumutat de la Citroen DS. Butonul de deblocare a frânei de staționare îl găsim pe bord.
Forma caroseriei si interiorul au fost mai simplu si obiectiv concepute decât modelele anterioare de la Mercedes Benz. Odată cu lansarea acestui model au fost făcute disponibile multe opțiuni, care puteau sa-i ridice prețul foarte mult. Au fost introduse geamuri electrice (numai in fața sau la toate ușile), trapa electrica, clima, faruri halogene, sistem de spălare si ștergere a farurilor (din 1972), jante  din aliaj si vopsea metalizata pentru modelele in 6 pistoane, tetiere in fața (din 1972 in serie) si in spate, radio Becker, închidere centrala, claxoane suplimentare, cotieră si multe altele (pana la 43 opțiuni). Modelul 280E, full extra, incluzând cutie de viteza automata, servodirecție, geamuri color, trapa acționata electric, scaune de piele, oglinda exterioara dreapta, regularea de nivel pe axa din spate, cârlig de remorcare  etc., putea sa coste in 1972 peste 40.000 DM, pe când un model de baza cu un motor de 2l benzina costa 13.000DM. Modelele W114, 115 au marcat începutul "legendarei" politici de mărire al prețului la Mercedes. Niciodată înainte nu s-au putut comanda atâtea opțiuni.

## MOTORIZAREA SI CARACTERISTICILE EXTERIOARE
Capătul inferior al scalei de putere, era 200D cu motorul OM615, care purta o denumire noua, dar a fost imbunătățit fața de predecesorul sau OM621. Cu cei 40KW (55CP), si o greutate de aproape 1,5t, 200D-ul era si pentru acele vremuri o mașina slab motorizata. Cu toate acestea , el s-a bucurat de popularitate ca vehicul tractant de remorci. Aceasta combinație a impregnat in anii ’70, imaginea de autoturism diesel corpolent ("Petrol Ferrari") care se menține parțial pana astăzi. In combinație cu cutia de viteze automata , diesel-ul a fost cel mai frecvent taxi al acelor timpuri. Performantele de 1 milion de km parcurși nu au fost o raritate. Viteza maxima a unui 200D automatic este de 125 km/h. Accelerația de la 0 la 100 a unui 200D cu cutie manuala este de 31 de secunde , aproximativ aceiași ca a unei mașini VW Beatle (Broscuța).
Următoarele modele diesel sunt 220D (60 CP) cu motorul OM615 -varianta cu o cursa mai lunga- mașina produsa in cele mai multe exemplare din seria W115 ca si 240D care începând din 1973 avea motorul OM616 cu 48KW(65CP), si se diferenția de motorul 220D printr-un alezaj mai mare. 
Abia in 1974 a apărut /8-ul cu un motor diesel in 5 pistoane OM617 la modelul 240 D3.0 cu 59KW (80CP). El a fost primul autovehicul diesel care a atins viteza maxima de 150 km/h, dar avea un consum ridicat de combustibil.
Printre motoarele in 4 pistoane pe benzina, se număra 200 cu 70KW (95CP) si 220 cu 77KW (105CP), ambele fiind denumite in continuare M115 si echipate cu un carburator Stromberg cu depresie constanta 175CDTU sau CDS si ele sunt doar puțin modificate fața de predecesorul M121. Din 200 s-a dezvoltat prin mărirea alezajului 230.4 cu 81KW (110CP) si prezentat in 1973. Concomitent a dispărut motorul 220 din programul de livrare.

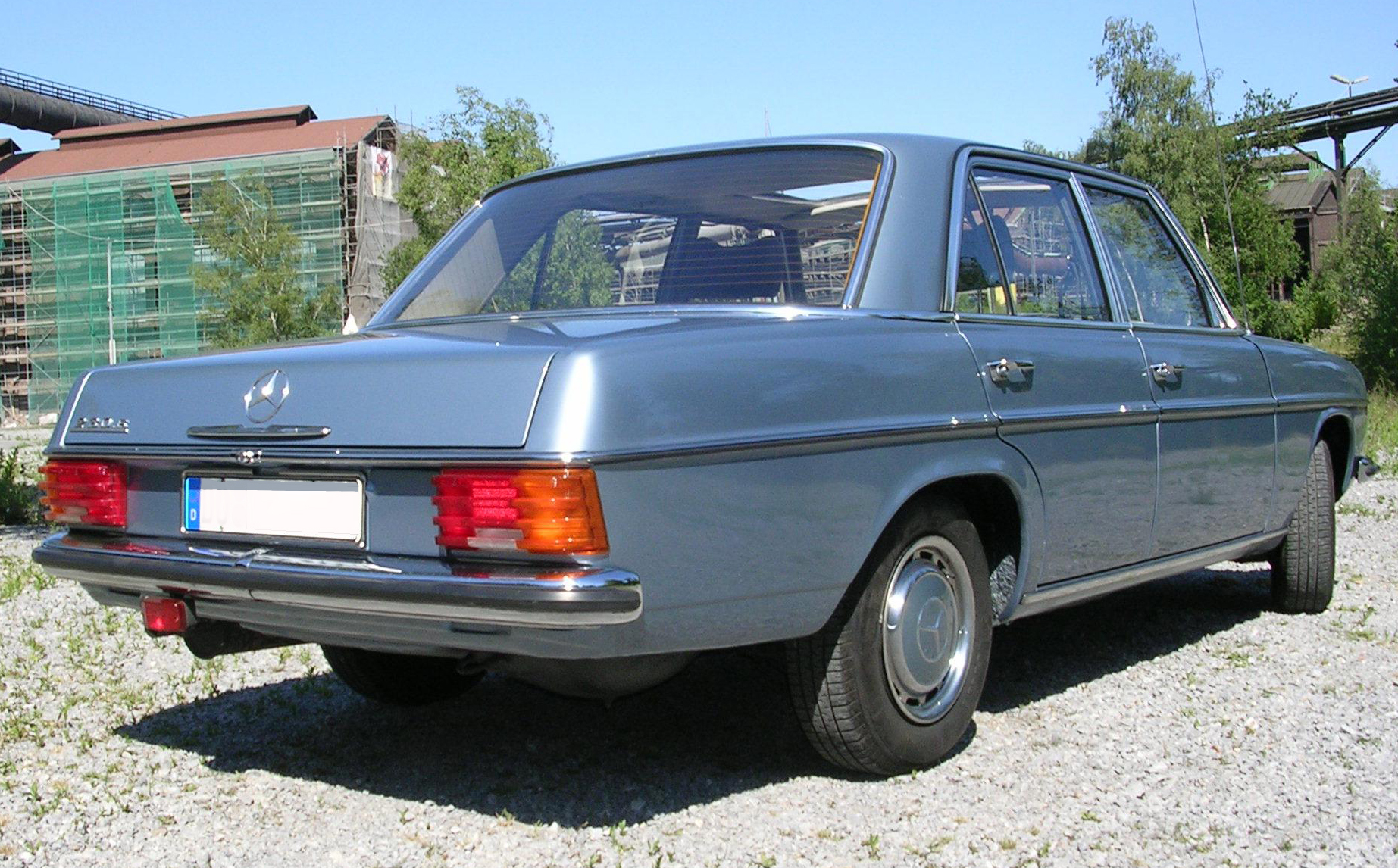
230.6

Ca si motor de " capacitate mica" cu 6 pistoane, a fost 230 cu motorul de la modelul anterior "coada de rândunica", cu denumirea M180 având 88 KW. După august 1973 a fost redenumit acest tip 230.6, pentru a evita confuzia cu 230.4 M115. Modelul 230 cu 6 pistoane a fost foarte îndrăgit in tarile in care a fost exportat.
Modelele de top au fost echipate cu motoare mari in 6 pistoane de tip M114, care aveau 2 carburatoare dublu-corp de tip Zenith 35-40 JNAT ca a lui M180. Modelele de vârf al limuzinei (250) aveau 96KW cu un sistem de injecție al benzinei controlat electronic D-Jetronic. Modelul de vârf al Coupe-ului 250 CE avea chiar si 110KW.
Motorul M110 cu 2746cm3 a fost o invenție complet noua, si a fost prezentat in 1972 , cu ocazia facelift-ului la seria1,5 pe modelele 280, 280C, 280E, 280CE.Totodata a fost prezentata pe piața si noua clasa S, modelul W116. Motoarele M110 cu doua axe cu came(DOHC) au fost pentru prima data folosite de Daimler-Benz in 3 serii diferite: la /8, la S-Classe W116 si la mașinile sport SL si SLC. Aceasta motorizare de top avea 136KW, cu un sistem de injecție controlat electronic D-Jetronic de la Bosch. Au mai rămas in program si modelele 280, 280 C cu carburatoare Solex 4A1, 230, 250 si 250C.Modelul 250CE a fost înlocuit de 280CE. 

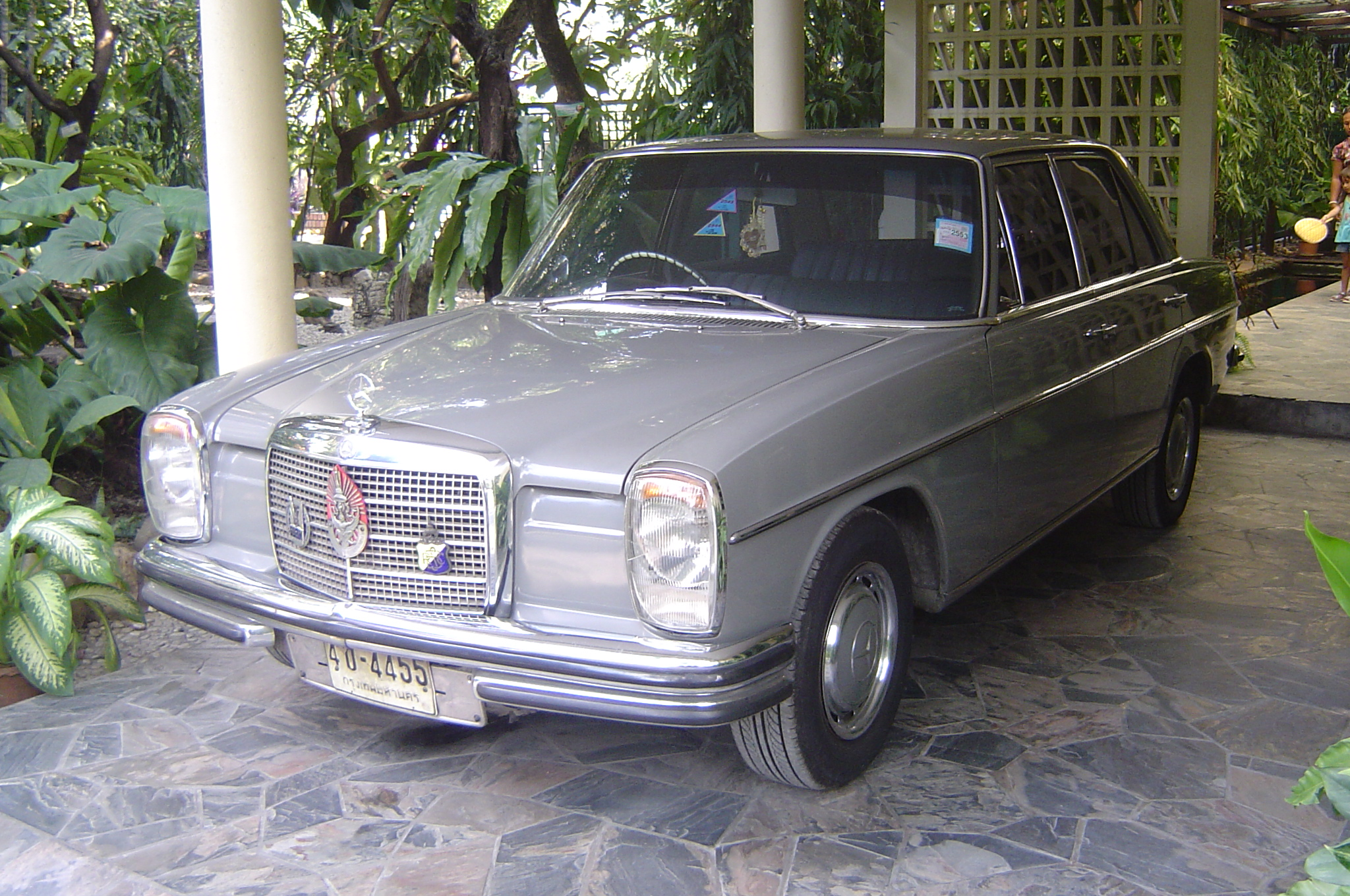
250 cu volan dreapta (2010) inmatriculat in Tailanda

Modelele 250 si 250C, care au fost construite in paralel cu 280-ul,au rămas neschimbate in denumirea tipului de motor M130 cu 2,8 litri. Așadar au fost oferite 3 motorizări pe Coupe: 250C, 280Csi 280CE, toate in 6 pistoane cu o capacitate de 2,8litri.
Din 1974 pana in 1976, pe seria W114 W115 au fost o gama larga de motoare(10 motorizări) dintre care cumpărătorii puteau sa-si aleagă 200, 230.4, 230.6, 250, 280,280E ,200D, 220D , 240D si 240D3.0.
Caracteristica distinctiva a modelului de top de la începutul producției la 250 sedan si coupe, a fost bara de protecție fața dubla, si bara de protecție spate, alungita. La facelift-ul din 1973 s-a renunțat complet  la bara de protecție fața, dubla. Astfel 280-ul produs intre 1972-1973 este cea mai îndrăgita versiune in ziua de azi, având motoarele cele mai puternice, stopuri fără striații, geamuri triunghiulare la ușile din fața, bari de protecție spate, alungite, bari duble pe fața si des întâlnit cu trapa electrica, aer condiționat, geamuri electrice si ștergătoare de faruri.

## FACELIFT
/8-ul a avut parte in decursul producției sale de modificări substanțiale. Acest model este împărțit in Seria 1 si Seria 2. Marea diferența intre serii a fost marcata de facelift-ul din august 1973. Seria 1 se mai poate împarți in Seria 0,5, Seria 1 si Seria 1,5.
- Seria 0,5- sfârșitul anului 1967 pana in iulie 1969
- Seria 1-august 1969pana in martie 1972 (iluminare a zonei de comanda, a climatizării, in torpedo, consola de mijloc dintr-o bucata cu scrumiera lata, mochete in locul presurilor de cauciuc, mocheta in spatele banchetei, perinele scaunelor modificate, oglinda din dreapta pe aripa, sistemul de varie in serie, schimbătorul de viteze cauciucat, capace peste prinderea brațelor de parbriz, robinetul de climatizare modificat si grilajul măștii de fața din plastic).
- Seria 1,5-aprilie 1972 pana in iulie 1973 (modificări la interior si la perinele scaunelor, temporizator la ștergătoarele de parbriz. centuri de siguranța automate, parbriz duplex in serie, volan de siguranța la impact, cauciucat, motorizări noi la 280C si 280E/CE. La 250CE se schimba denumirea.
- Seria 2 – din august 1973 pana la sfârșitul anului 1976 (geamurile triunghiulare ale ușilor de fata au fost înlocuite cu geamuri mari, partea frontala modificata prin introducerea unei grile de captare a aerului, locul plăcutei de înmatriculare este mutat pe bara din fața, masca de fața mai lata si mai joasa, stopuri cu striații, oglinzi exterioare mari, mânerul portbagajului mai lat, modificări la interior, convertor de moment in locul ambreiajului hidraulic la cutiile automate, motorizări noi 230.4, 240D si mai târziu 240D3.0

Intre Seria 1 si Seria 2 au avut loc numeroase modificări ale detaliilor. Ca de exemplu a fost montata consola de mijloc din 2 bucata reprezentativa Seriei 0,5 si pe mașinile  de Seria 1, doar pe cele cu aer condiționat, dar totuși cu partea superioara cu o forma diferita.
Intre 1972-1973 au existat modele de tranzacție ale Seriei 1,5, deoarece cu introducerea motoarelor noi cu doua axe cu came pe 280 si 280E, in aprilie  1972 , mașinile au fost imbunătățite tehnic  si optic. Totodată au rămas si caracteristicile "vechi" ale Seriei 1. Din cauza esteticii si timpul scurt de producție aceste modele sunt foarte căutate si in zilele de astăzi. Modelele /8 au fost produse pana in 1976, cu toate ca in ianuarie 1976 a fost introdus noul model W123. Aceasta producție  paralela a fost unica in istoria Mercedes-Benz.

## VERSIUNI SPECIALE
De departe , cea mai rara si oficiala varianta de caroserie a acestui tip este versiunea lunga (caroserie Pullman) cu 8 locuri amplasate in 3 rânduri, care a fost achiziționat in principal de hoteluri  , firme de închiriat mașini si firmele de taximetrie. In ținuturile arabe (Iordania, Siria etc.)era des întâlnit /8in versiunea alungita , pana in anii 2000.
Variantele combi au fost produse in puține exemplare de firma engleza Crayford, belgiana      IMA Universal si firma portugheza Santos. Aceste variante combi au fost produse fără sprijinul si cu dezaprobarea firmei Daimler-Benz, care au conceput un model combi dar nu l-au realizat din motivul capacitații reduse de producție. Aceasta s-a întâmplat doar la apariția noului model T de la  W123 la care se regăsesc elemente stilistice de la /8.
Au fost mai multe variante de dricuri si versiuni cu tavan înălțat (ambulante), construit pe versiunea lunga si produse de firmele Binz si Miesen. Dricurile , ambulantele dar si modelele combi au fost mai mult oferite in străinătate.

## Poze

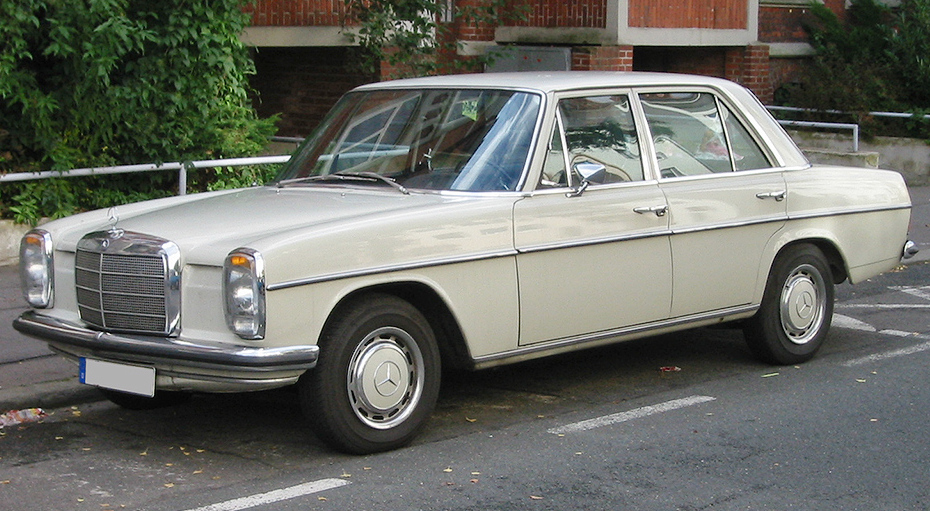
1967−1973 (Masca radiator mica)
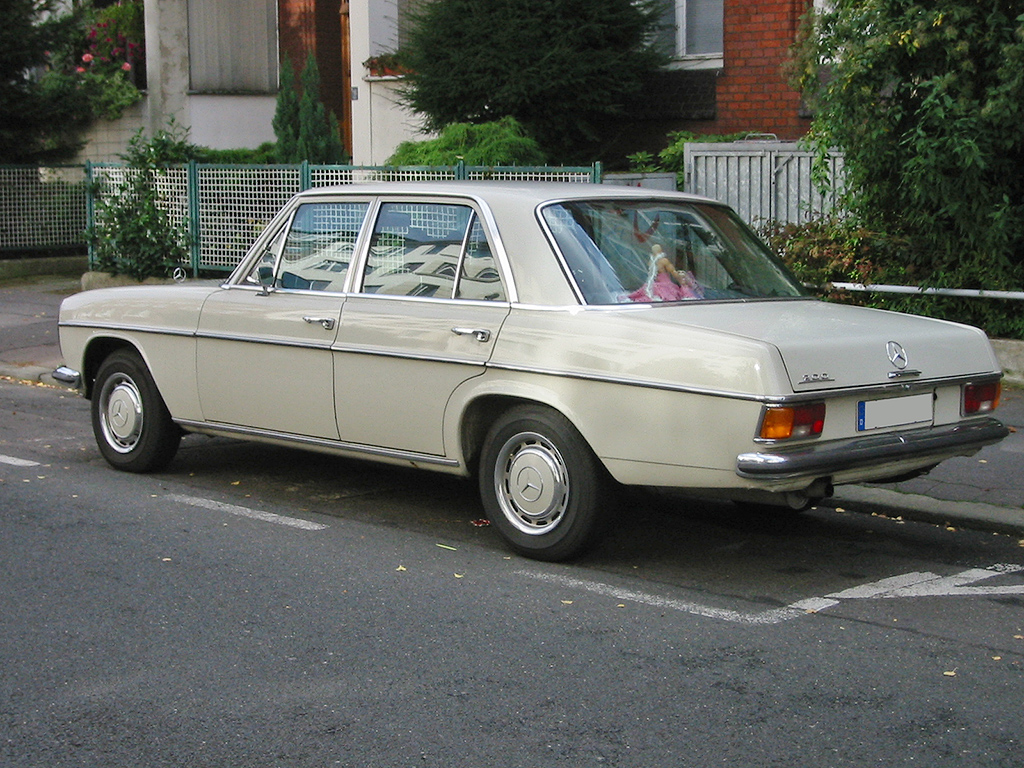
1967−1973 (Stopuri spate drepte, Rama cromata)
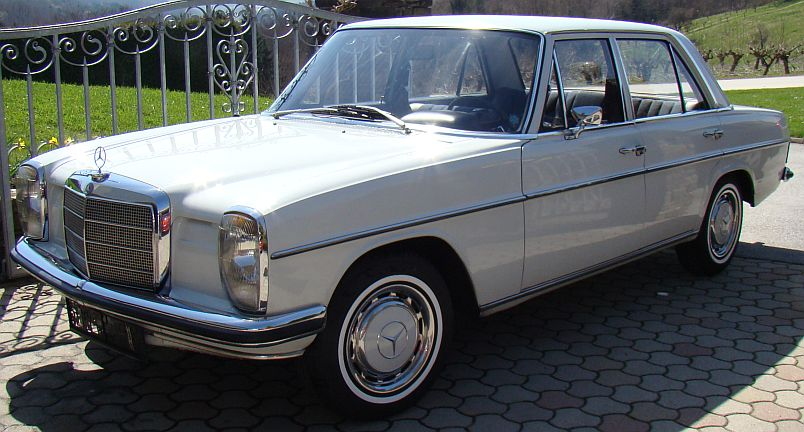
1967−1973 (220 D Bj. 1971, Cauciucuri cu insertie alba)

### Model 1973

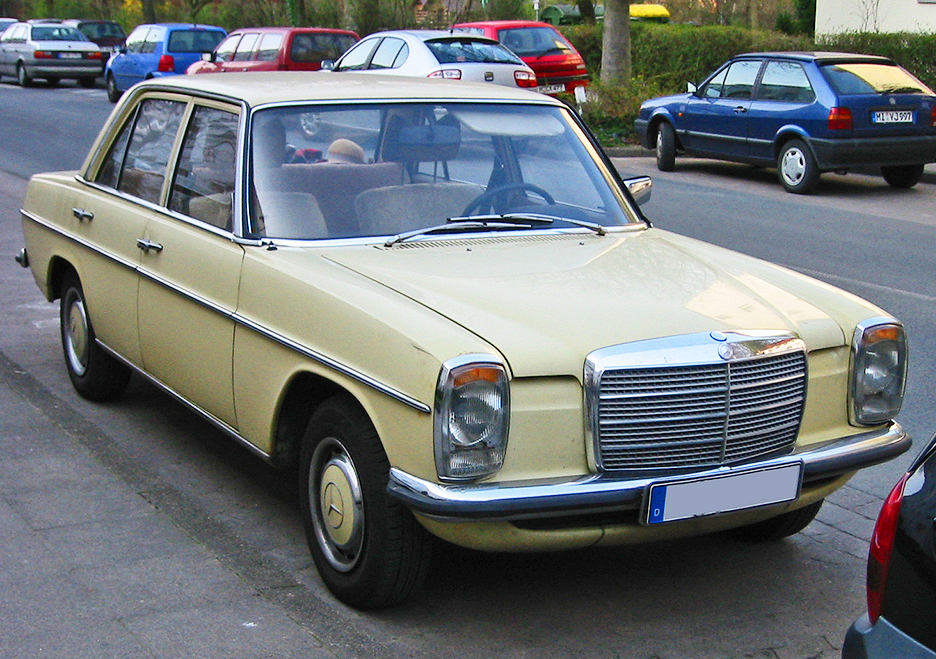
1973−1976 (Masca radiator mare)
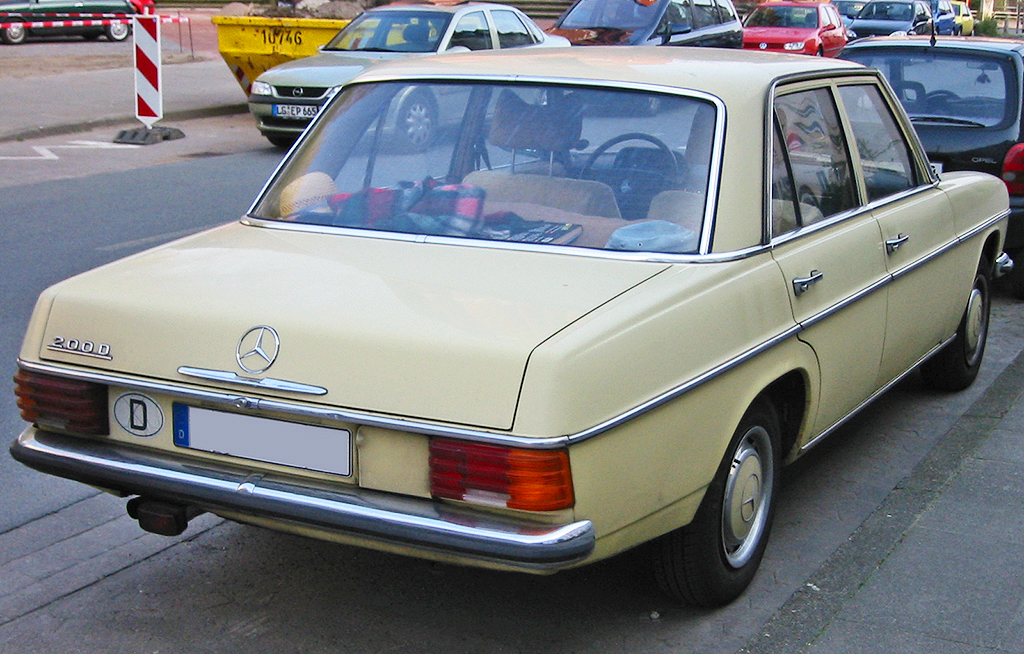
1973−1976 (Stopuri spate modificate, Fara rama cromata)

### Diferite variante de caroserie

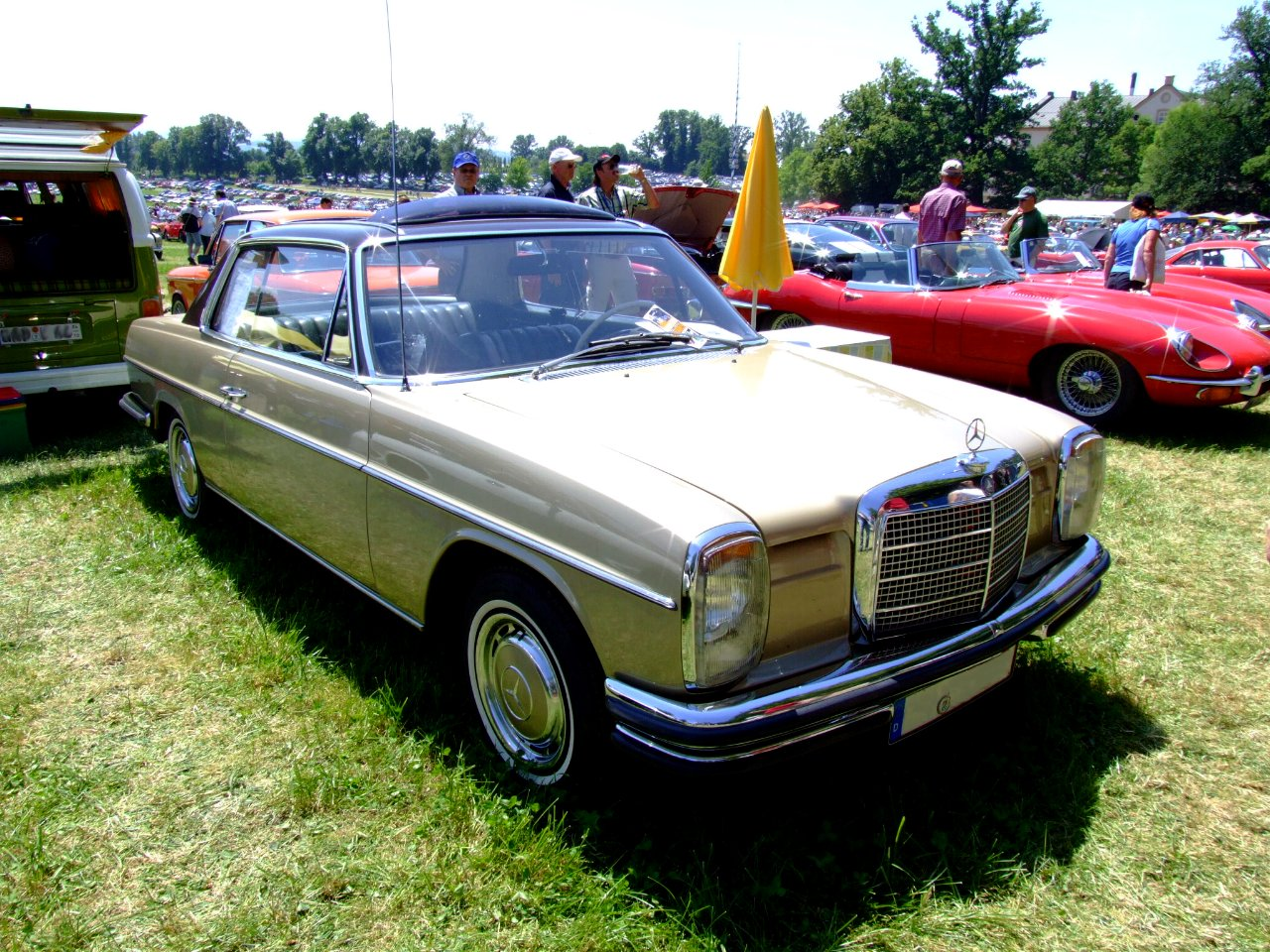
250 C (1970)
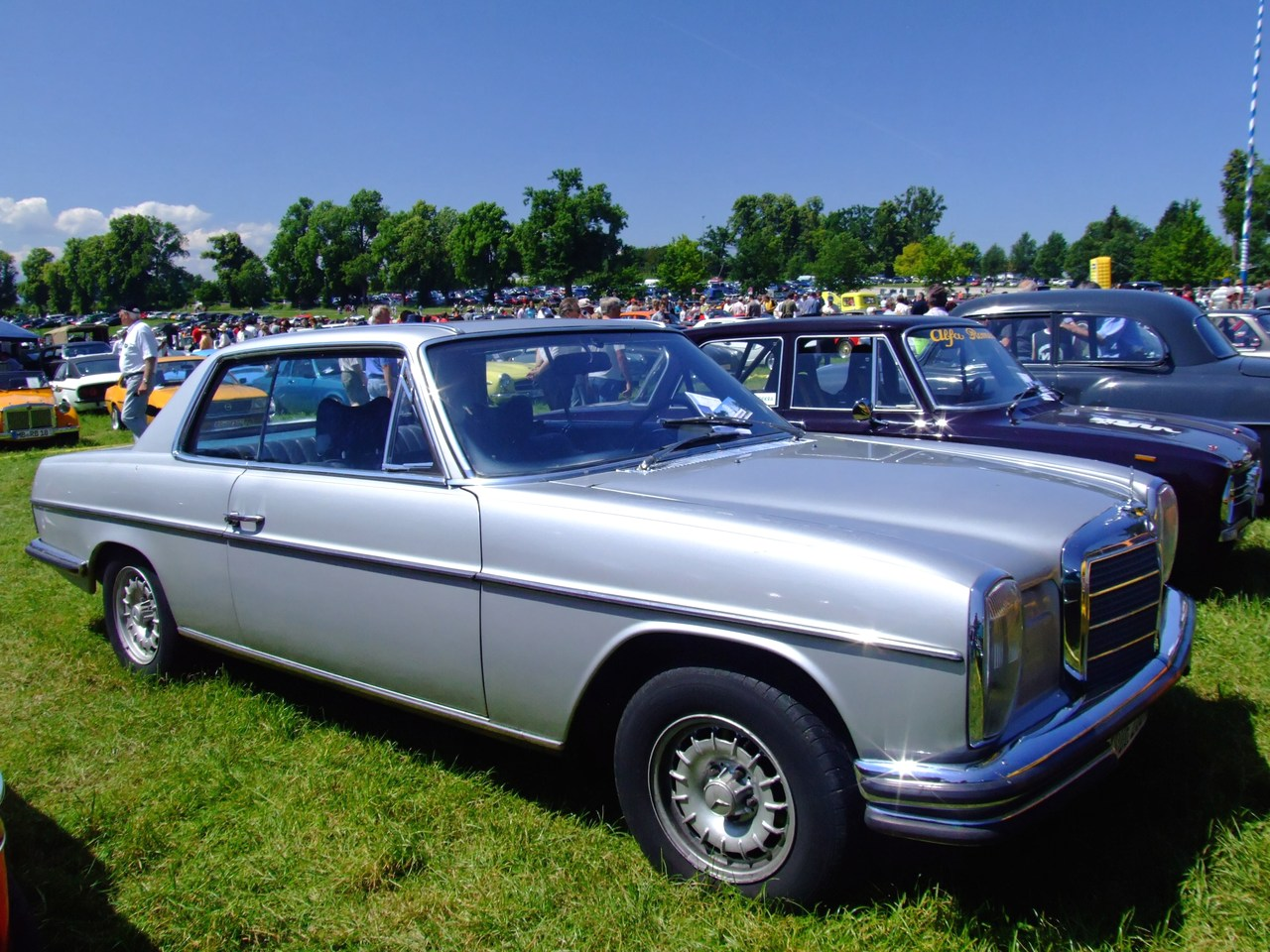
280 CE (1971)
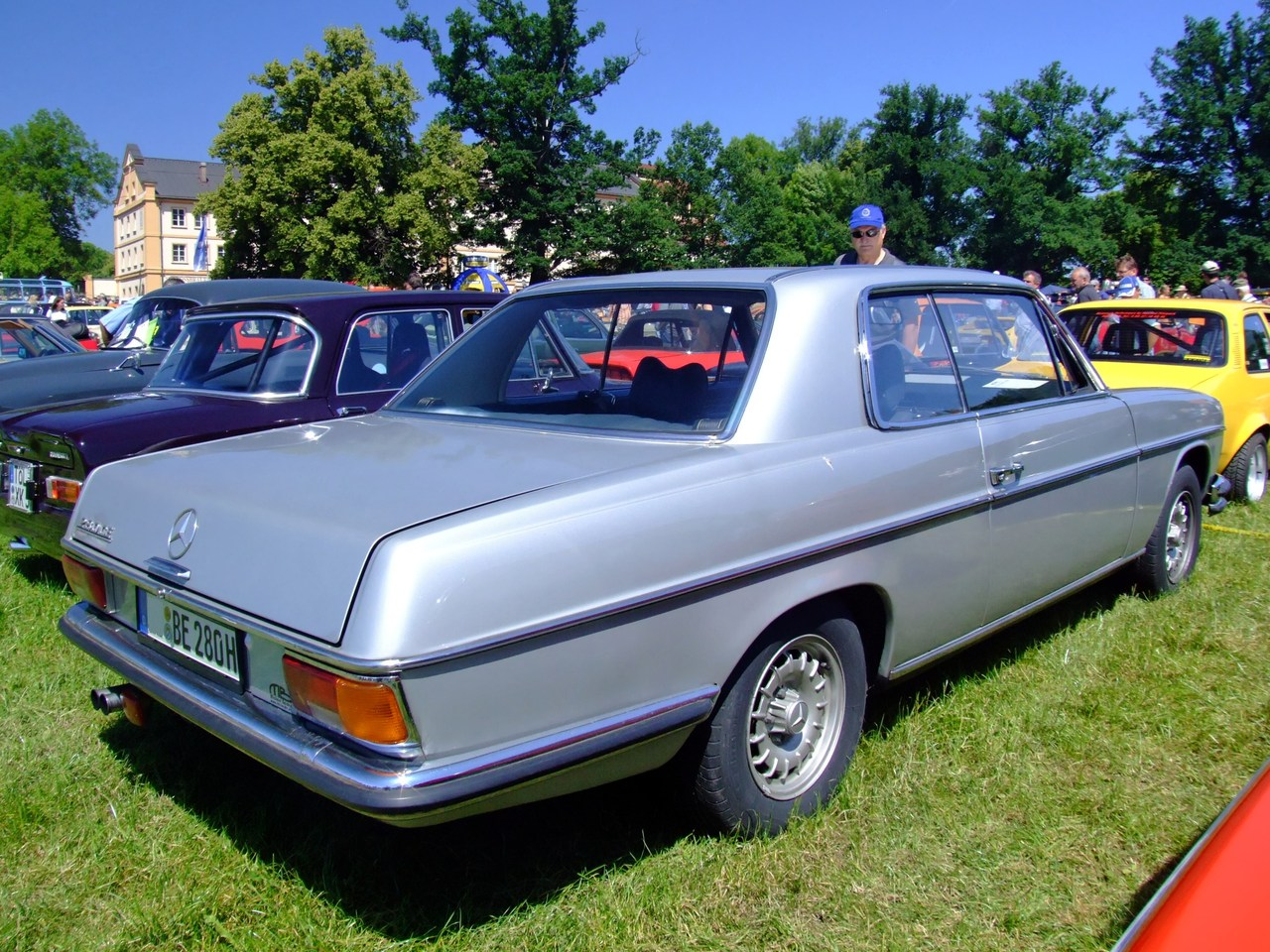
280 CE (1971)
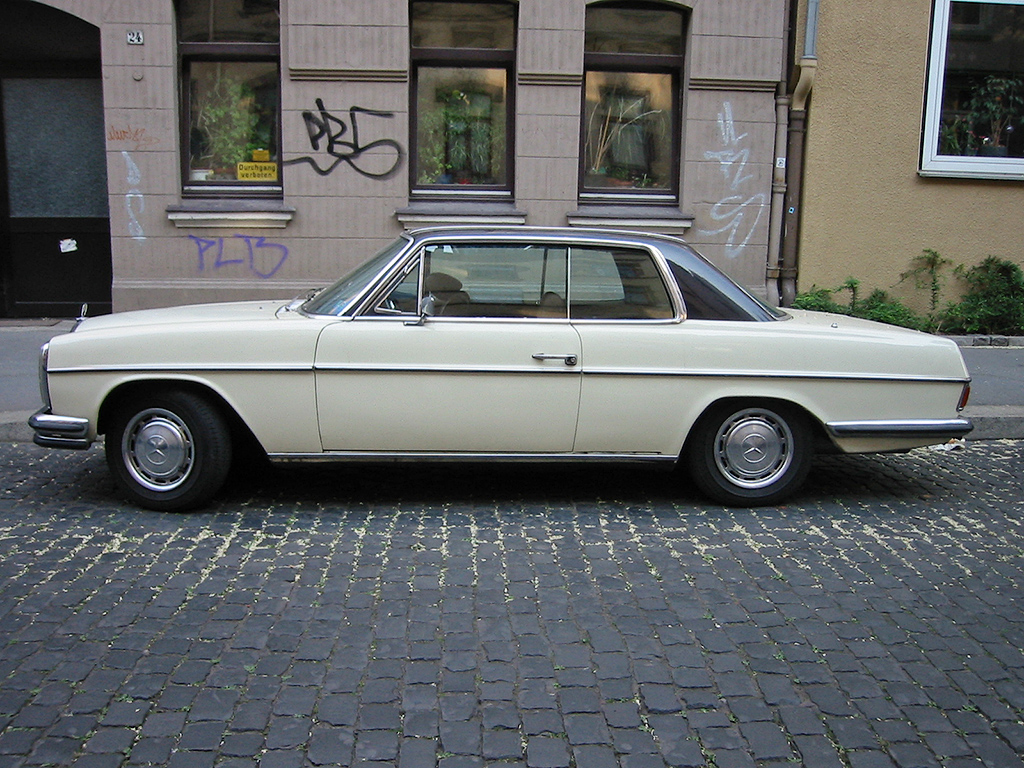
Coupé
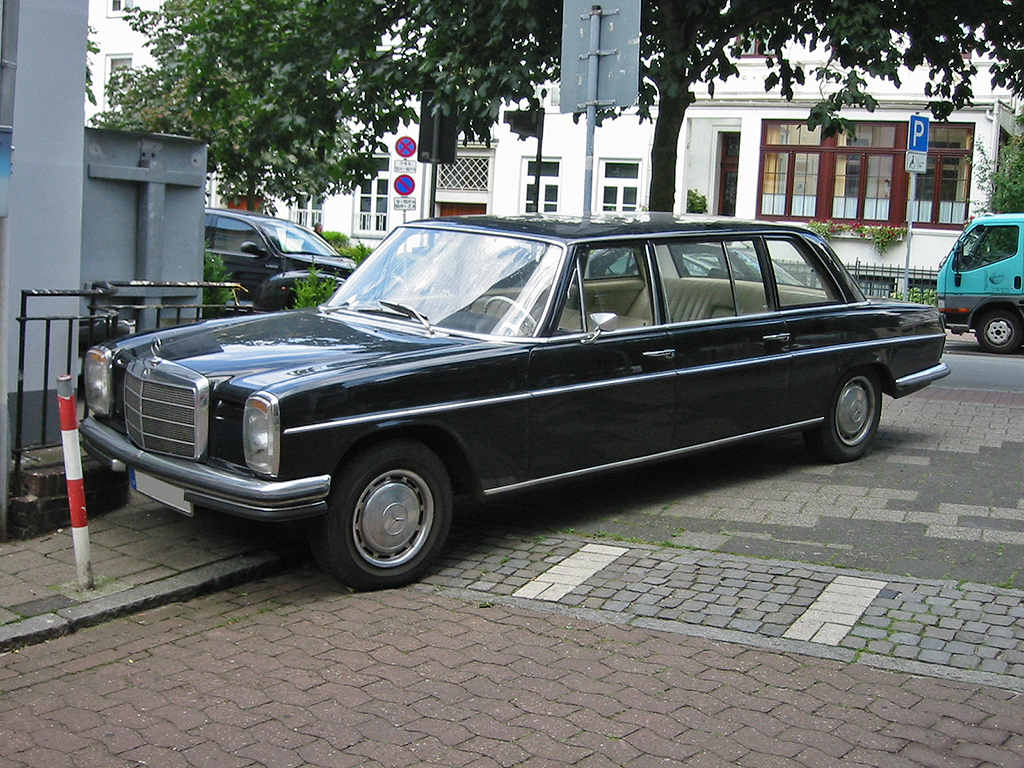
Versiune lunga V115
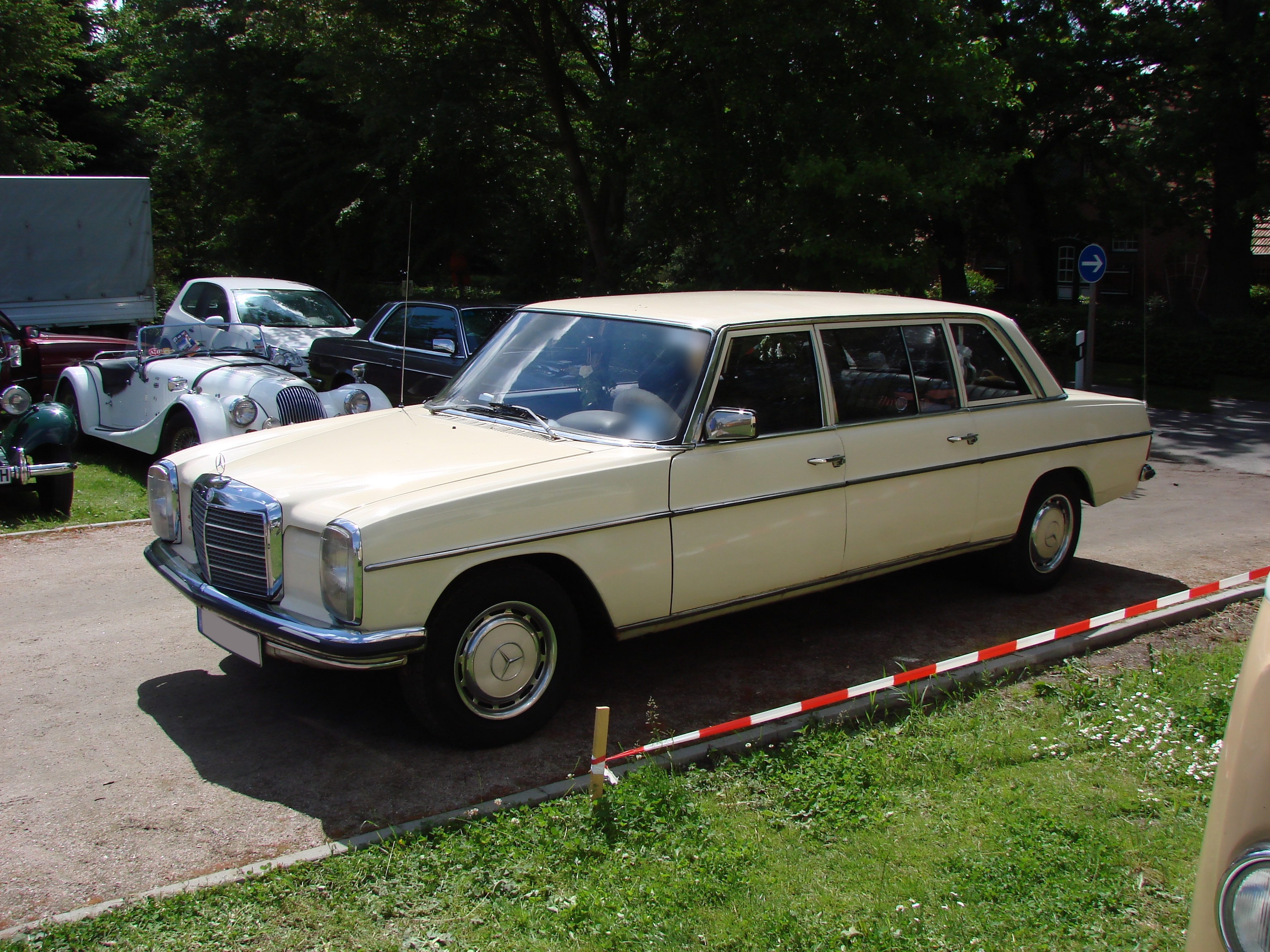
Versiune lunga

### Variante modificate
Fișier:

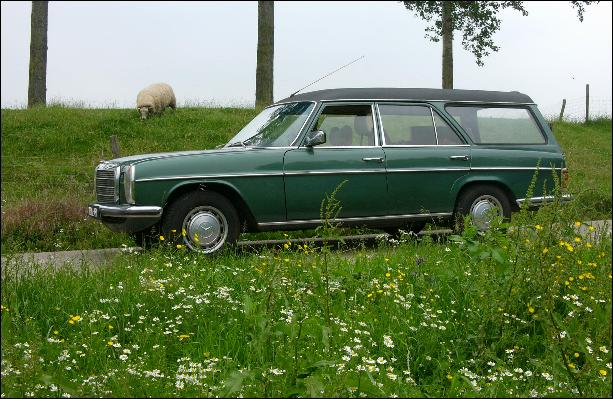
IMA Kombi
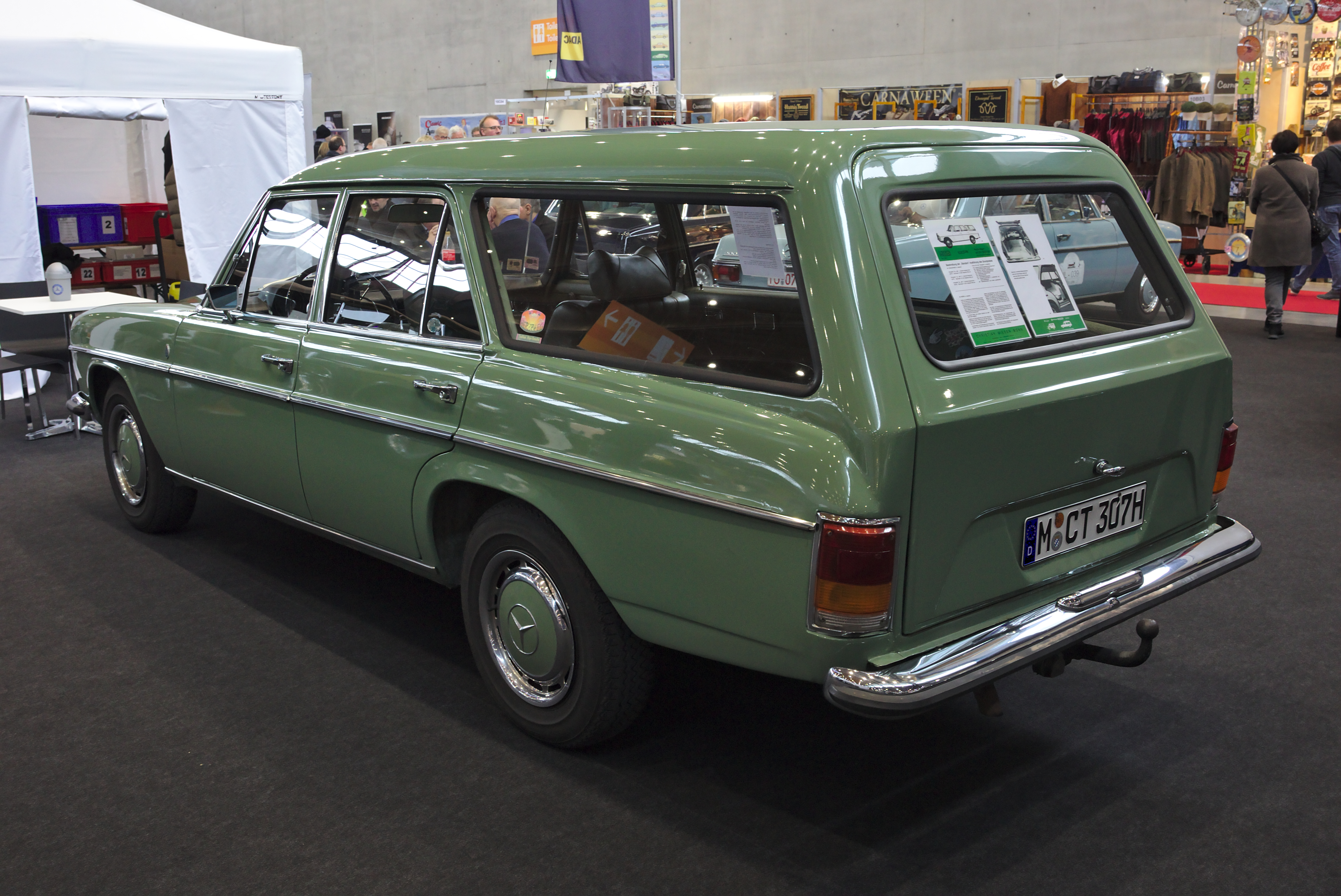
Miesen Kombi
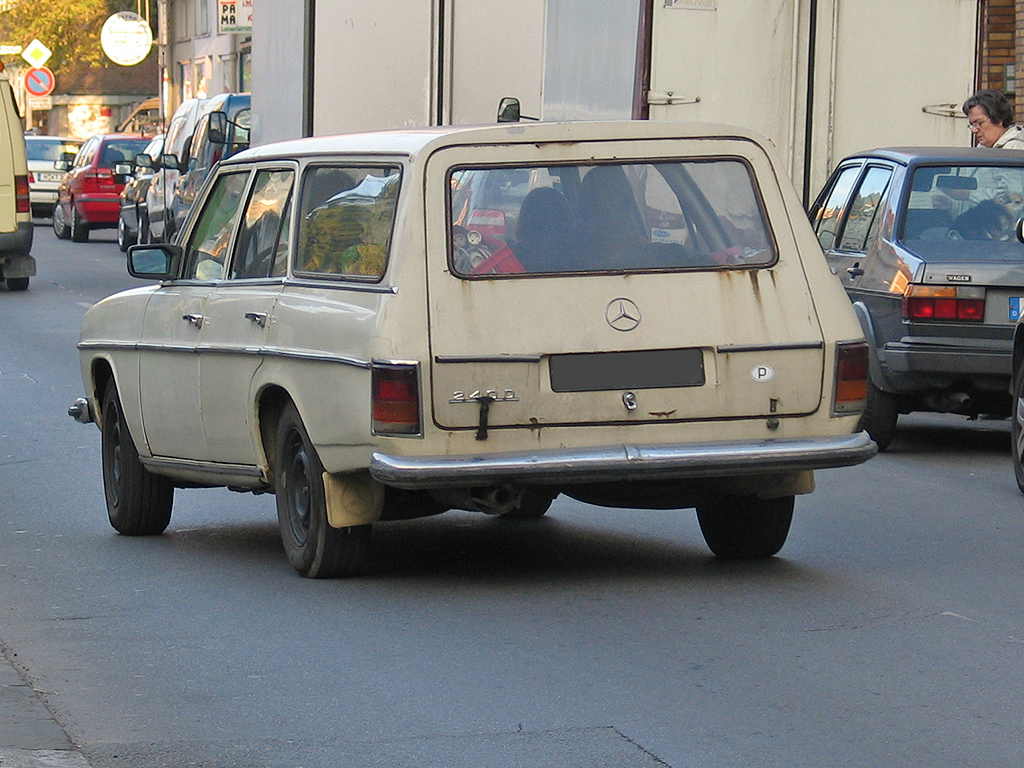
Santos Kombi
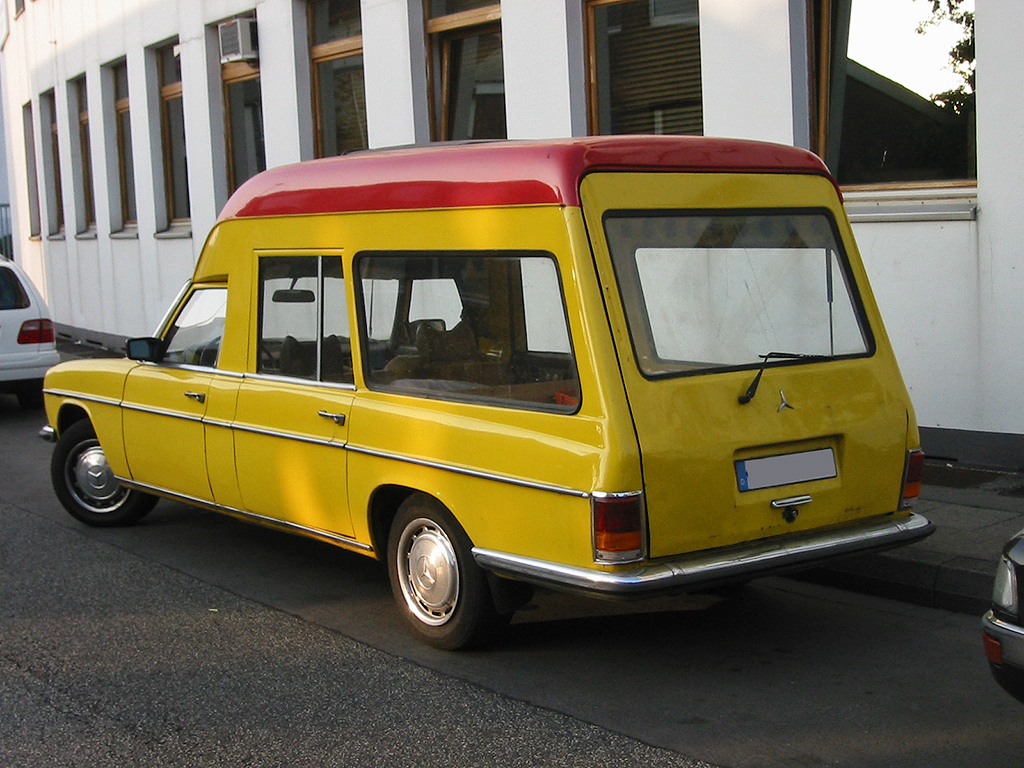
Ambulanta Mercedes-Benz
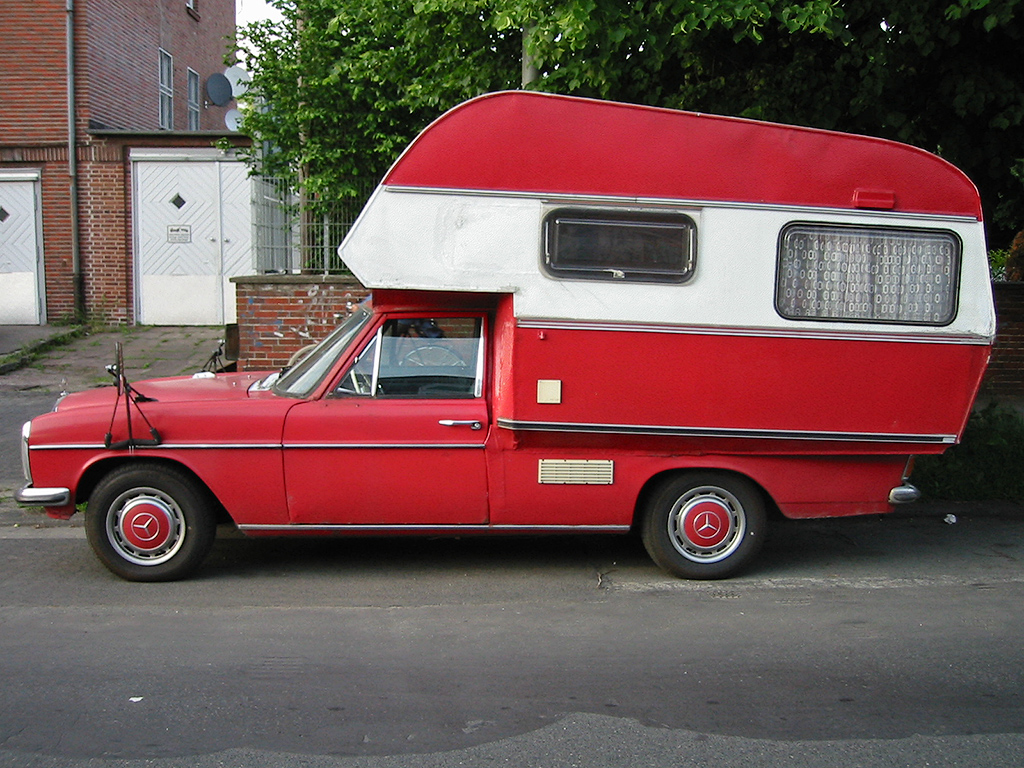
Modificare caroserie "Wohnmobil"

## Date Tehnice
| Model                         | Constructie | Tip Motor  | Capacitatea cilindrică a motorului | Performanță | Viteza maxima | Consum     |
| W 115 (Patru-/Cinci cilindri) |             |            | [cm3]                              | [PS]/[kW]   |               | [l/100 km] |
| 200 D                         | 115.115     | OM 615/R 4 | 1988                               | 55/40       | 130           | 8,1        |
| 220 D                         | 115.110     | OM 615/R 4 | 2197                               | 60/44       | 135           | 8,5        |
| 240 D                         | 115.117     | OM 616/R 4 | 2404                               | 65/48       | 138           | 9,5        |
| 240 D 3.0                     | 115.114     | OM 617/R 5 | 3005                               | 80/59       | 148           | 10,8       |
| 200                           | 115.015     | M 115/R 4  | 1988                               | 95/70       | 160           | 10,9       |
| 220                           | 115.010     | M 115/R 4  | 2197                               | 105/77      | 168           | 11,1       |
| 230.4                         | 115.017     | M 115/R 4  | 2307                               | 115/85      | 170           | 11,4       |
| W 114 (Sase cilindri)         |             |            |                                    |             |               |            |
| 230 // 230.6                  | 114.015     | M 180/R 6  | 2292                               | 120/88      | 175           | 11,2       |
| 250                           | 114.010     | M 114/R 6  | 2496                               | 130/96      | 180           | 11,7       |
| 250 C Coupé                   | 114.021     | M 114/R 6  | 2496                               | 130/96      | 180           | 11,7       |
| 250 CE Coupé                  | 114.022     | M 114/R 6  | 2496                               | 150/110     | 180           | 11,7       |
| 280                           | 114.060     | M 110/R 6  | 2746                               | 160/118     | 190           | 12,5       |
| 280 E                         | 114.062     | M 110/R 6  | 2746                               | 185/136     | 200           | 12,5       |
| 280 C Coupé                   | 114.073     | M 110/R 6  | 2746                               | 160/118     | 190           | 12,5       |
| 280 CE Coupé                  | 114.072     | M 110/R 6  | 2746                               | 185/136     | 200           | 12,5       |
| 250 (2.8)                     | 114.011     | M 130/R 6  | 2778                               | 140/103     | 180           | 12,5       |
| 250 C Coupé (2.8)             | 114.023     | M 130/R 6  | 2778                               | 130/96      | 180           | 12,5       |